# Dadra và Nagar Haveli và Daman và Diu
Dadra và Nagar Haveli và Daman và Diu, (DNHDD); là một lãnh thổ liên bang tại miền tây Ấn Độ. Lãnh thổ này được hình thành từ việc hợp nhất hai lãnh thổ liên bang cũ là Dadra và Nagar Haveli và Daman và Diu. Các kế hoạch về việc sáp nhập được Chính phủ Ấn Độ công bố vào tháng 7 năm 2019, pháp luật liên quan được Nghị viện Ấn Độ thông qua vào tháng 12 năm 2019 và có hiệu lực vào ngày 26 tháng 1 năm 2020. Lãnh thổ này gồm có bốn thực thể tách biệt nhau về mặt địa lý là Dadra, Nagar Haveli, Daman và đảo Diu. Toàn bộ chúng đều từng là một phần thuộc Ấn Độ thuộc Bồ Đào Nha, và nằm dưới quyền kiểm soát của Ấn Độ vào giữa thế kỷ 20.

## Lịch sử
Daman và Diu nằm dưới quyền quản lý của Bồ Đào Nha từ những năm 1500 cho đến khi bị Ấn Độ sáp nhập vào năm 1961. Dadra và Nagar Haveli nằm dưới quyền quản lý của Bồ Đào Nha từ năm 1818 cho đến khi rơi vào tay lực lượng thân Ấn Độ vào năm 1954 và chính thức bị sáp nhập vào Ấn Độ cũng trong năm 1961. Bồ Đào Nha chính thức công nhận chủ quyền của Ấn Độ vào năm 1974 sau Cách mạng hoa cẩm chướng.
Dadra và Nagar Haveli từng được cai quản với vị thế một nhà nước "trên thực tế" là Dadra và Nagar Haveli Tự do, trước khi trở thành một lãnh thổ liên bang vào năm 1961. Daman và Diu về hành chính là một phần của lãnh thổ liên bang Goa, Daman và Diu từ năm 1962 đến năm 1987, trở thành một lãnh thổ liên bang riêng biệt khi Goa trở thành một bang.
Đến tháng 7 năm 2019, Chính phủ Ấn Độ đề xuất sáp nhập hai lãnh thổ này thành một lãnh thổ liên bang để giảm bớt các dịch vụ bị trùng lặp cũng như chi phí quản lý. Về mặt pháp lý, đạo luật hợp nhất được đệ trình lên Nghị viện Ấn Độ vào ngày 26 tháng 11 năm 2019 và được Tổng thống phê chuẩn vào ngày 9 tháng 12 năm 2019. Hai lãnh thổ trước đó có chung một người quản lý và các quan chức khác. Thị trấn Daman được chọn làm thủ phủ lãnh thổ liên bang sau hợp nhất. Ngày luật về sáp nhập có hiệu lực là 26 tháng 1 năm 2020.

## Địa lý
Dadra và Nagar Haveli và Daman và Diu gồm có bốn vùng riêng biệt tại Tây Ấn Độ. Dadra là một lãnh thổ nằm lọt trong bang Gujarat. Nagar Haveli là một vùng đất có hình chữ C nằm giữa bang Gujarat và Maharashtra, bản thân vùng đất này lại bao quanh làng Maghval của Gujarat. Daman là một lãnh thổ nằm trên bờ biển Gujarat còn Diu là một đảo ngoài khơi bờ biển Gujarat.

## Hành chính
Dadra và Nagar Haveli và Daman và Diu có vị thế là một lãnh thổ liên bang của Ấn Độ, được ghi vào Hiến pháp Ấn Độ. Tổng thống Ấn Độ bổ nhiệm quản trị viên để quản lý lãnh thổ thay mặt chính phủ trung ương. Chính phủ trung ương có thể bổ nhiệm các cố vấn để trợ giúp quản trị viên.
Lãnh thổ liên bang này được chia thành ba huyện:
| ! Huyện               | Diện tích, km² | Dân số, (2011) | Mật độ, per/km² |     |
| --------------------- | -------------- | -------------- | --------------- | --- |
| Daman (huyện)         | 72             | 190 855        | 2650,76         |     |
| Diu (huyện)           | 40             | 52 056         | 1301,40         |     |
| Dadra và Nagar Haveli | 491            | 342 853        | 698,27          |     |
|                       | Tổng           | 603            | 585 764         | 970 |

Nhiệm vụ thực thi pháp luật trong lãnh thổ thuộc về Cảnh sát Dadra và Nagar Haveli và Daman và Diu. Lãnh thổ nằm dưới thầm quyền pháp lý của Tòa án cấp cao Bombay.
Dadra và Nagar Haveli và Daman và Diu cử hai nghị viên đến hạ nghị viện của Quốc hội Ấn Độ là Lok Sabha. Lãnh thổ được chia thành hai khu vực bầu cử là Daman và Diu, Dadra và Nagar Haveli.